# Кочино (Вологодская область)
Кочино — деревня в Шекснинском районе Вологодской области.
Входит в состав сельского поселения Нифантовского, с точки зрения административно-территориального деления — в Нифантовский сельсовет.
Расстояние по автодороге до районного центра Шексны — 6 км, до центра муниципального образования Нифантово — 4 км. Ближайшие населённые пункты — Чагино, Деменское, Тарканово.
По переписи 2002 года население — 6 человек.